# Flugblomster
Flugblomster (Ophrys insectifera) är en ört i släktet ofrysar av familjen orkidéer. 
Den mycket specialiserade blomman har en form och även en doft som liknar den hos en insektshona, se Pouyannes mimikry. Blomman attraherar grävstekelhanar av släktena Gorytes och Argogorytes så mycket att de försöker para sig med den. På detta sätt hjälper hanarna ofrivilligt till att pollinera blomman. Flugblomstret har anpassat sin blomningstid till hanarnas födelse vilken inträffar tidigare än honornas. Detta för att minska konkurrensen från äkta honor.
Arten förekommer på kalkrika och fuktiga ängsmarker upp till Jämtland, men vanligast är den på Öland och Gotland.
Carl von Linné skrev 1755: "Svenskt namn flugblomster. Växer på sidlänta ängar på Öland vid Gaxa, Högby etc. och på Gotland nära Visby. Ett naturens skönaste skådespel, så att den som första gången mindre noggrant betraktar blommorna lätt kan tro att flugor sitter på stjälken."

## Externa länkar

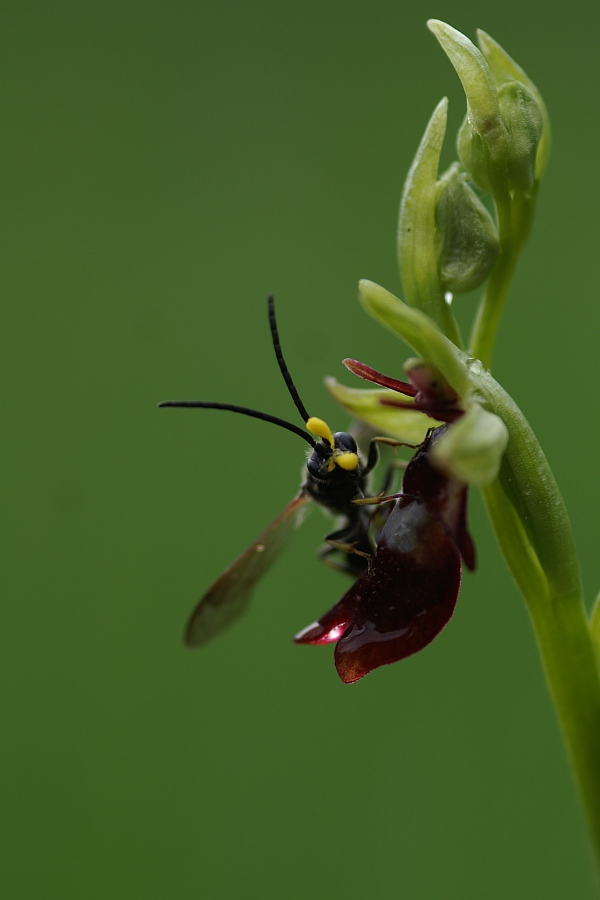
Pollinering